# Addizione Erculea
Die Addizione Erculea ist ein städtebauliches Projekt, das Ende des 15. Jahrhunderts in Ferrara auf Initiative des Herzogs Ercole I. d’Este begonnen und dank seines Hofarchitekten Biagio Rossetti realisiert wurde. Sie war die erste ihrer Art in Bezug auf Ausdehnung und Organisation, was sie laut Bruno Zevi zur ersten modernen Stadt Europas machte. Das Projekt endete zu Beginn des 16. Jahrhunderts mit dem Tod des Herzogs, aber der damals geschaffene Grundriss der Stadt blieb in den folgenden Jahrhunderten unverändert.

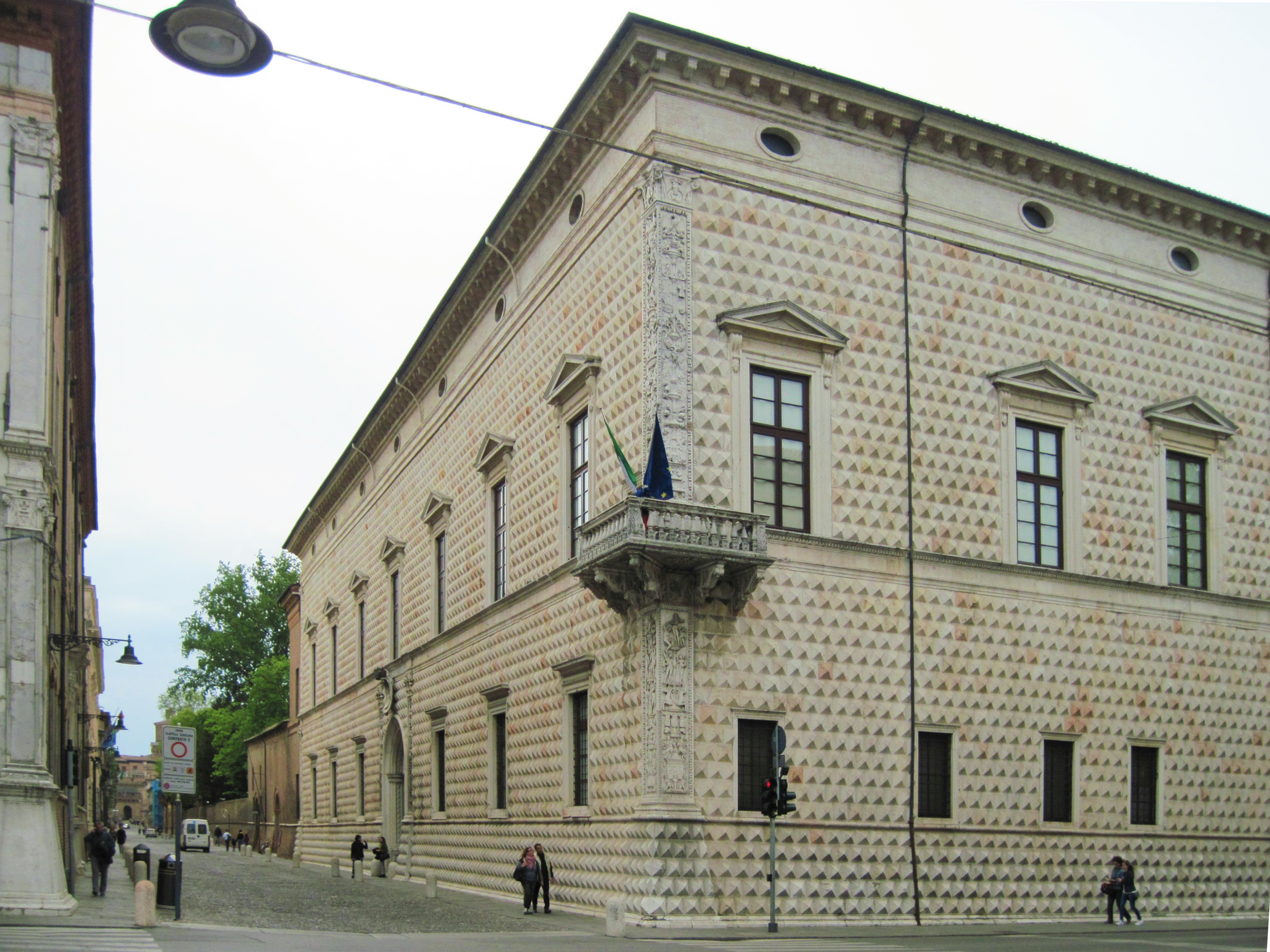
Palazzo dei Diamanti an der Quadrivio degli Angeli

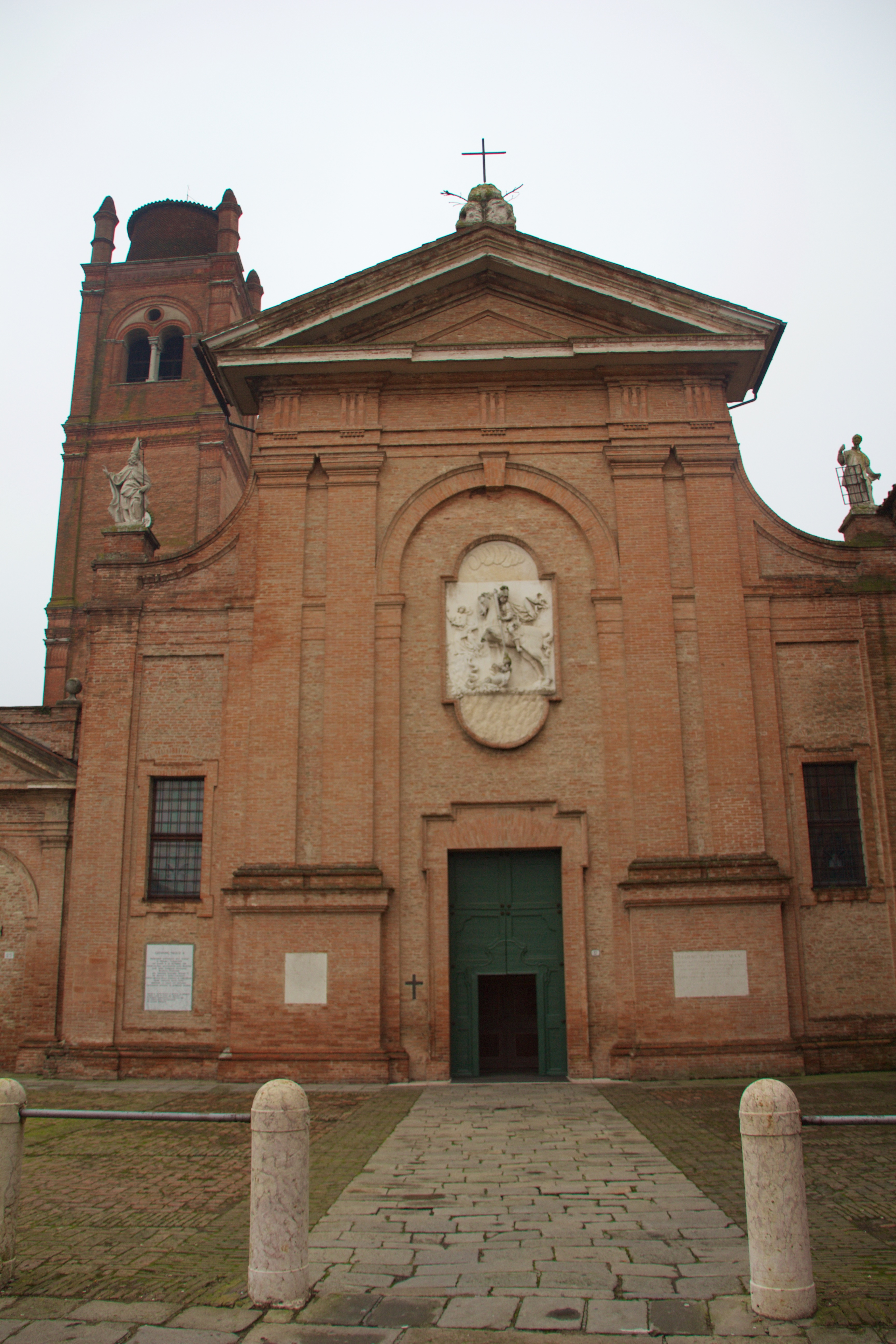
Basilika San Giorgio fuori le mura, Ferrara

Koordinaten: 44° 50′ 32,7″ N, 11° 37′ 17,5″ O

## Geschichte

### Die mittelalterliche Stadt
Das erste Stadtzentrum war ein kleines byzantinisches Castrum auf einer Insel zwischen den Flüssen Volano und Primaro, der so genannten Ferrariola (dem späteren Borgo San Giorgio). Hier wurde die Basilika San Giorgio fuori le mura erbaut, und die wichtigsten Verkehrswege verliefen entlang der Flussufer, während sich ringsum ein flaches Gebiet erstreckte.
Das mittelalterliche Ferrara entwickelte sich dann weiter nach Norden, wo sich heute die Via Ripagrande und die Via Carlo Mayr befinden. Die Via delle Volte verlief entlang des Po-Ufers, und die nördliche Grenze bildete die parallel verlaufende Via dei Sabbioni (aus der später die Via Mazzini und die Via Garibaldi hervorgehen sollten).
Dieser Kern hatte schmale und kaum geradlinige Straßen, war ohne Plätze und entwickelte sich im Wesentlichen in Ost-West-Richtung. Es handelte sich um eine lineare Stadt, d. h. um eine Stadt mit überwiegendem Längsverlauf. Die Verwendung von verzierter Terrakotta war weit verbreitet.
Eine erste Stadterweiterung fand unter Borso d’Este in der Mitte des 15. Jahrhunderts statt und bestand in der Schaffung der heutigen Via XX Settembre, südlich des ursprünglichen Kerns, mit einigen orthogonalen Straßen.

## Erweiterung des Ercole I.

### Anlage
Es war vor allem Ercole I. d’Este, der ein ehrgeiziges städtebauliches Projekt umsetzte, eine echte Stadtvergrößerung, die auf rationalen Grundsätzen beruhte und dessen Realisierung er dem Architekten Biagio Rossetti anvertraute. Die Bauarbeiten begannen 1484 nach der Belagerung Ferraras durch die Republik Venedig. Die anfänglichen Beweggründe waren also im Wesentlichen auf Verteidigung ausgerichtet, um das Stadtgebiet innerhalb der Mauern zu erweitern (die Bastion Baluardo del Barco ist eines der archaischsten Beispiele für eine moderne Befestigung), doch fehlte es dem Projekt nicht an einer städtebaulichen Vision, die mit dem Konzept der idealen Stadt und der Verwirklichung der Bestrebungen von Ercole verbunden war, die mit seiner Ausbildung am Hof von Neapel zusammenhingen, wo er die klassische Architektur und Kunst lieben gelernt hatte.

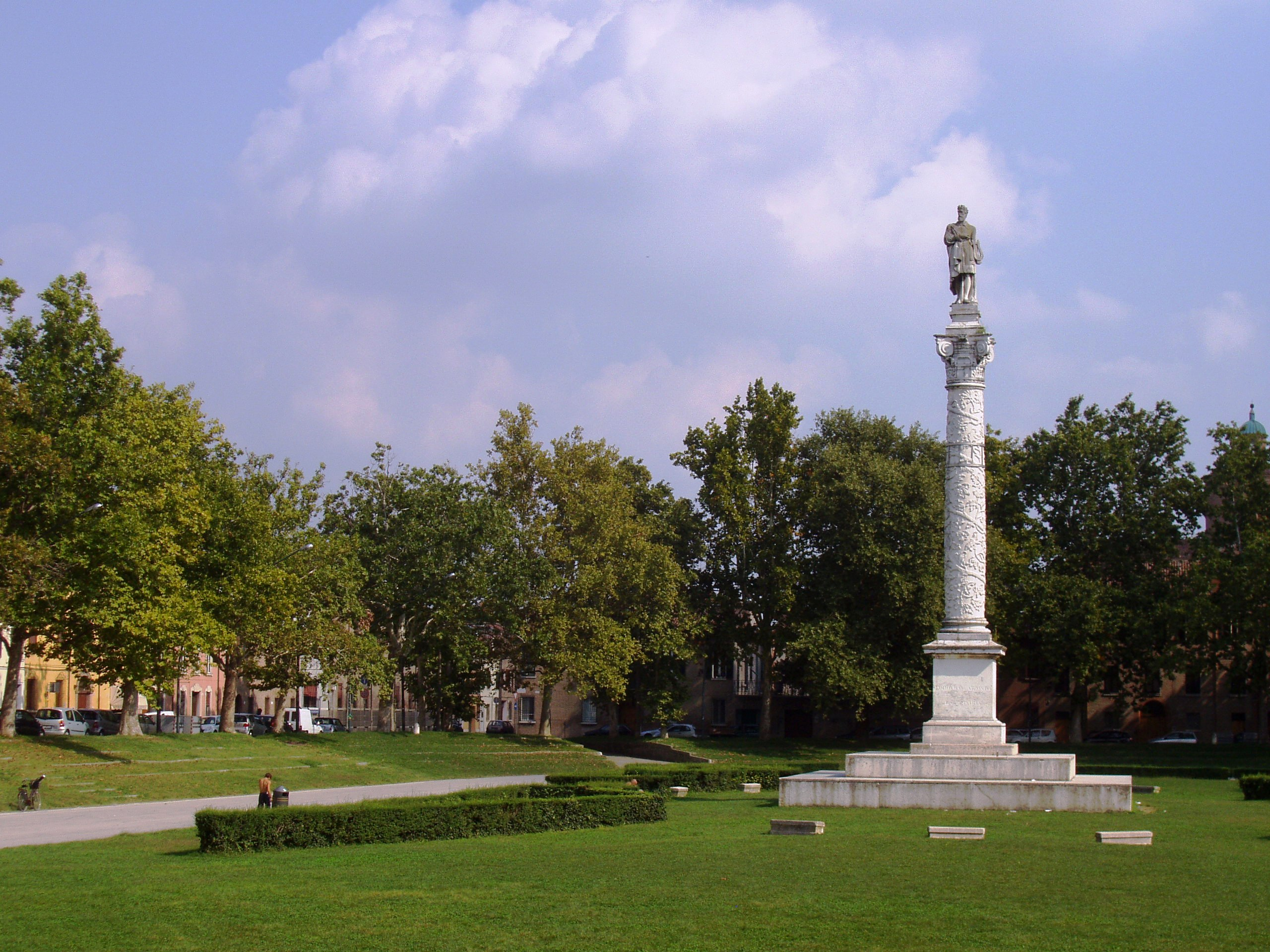
Piazza Ariostea

Das zwischen 1492 und 1510 entstandene Gesamtprojekt steigerte das Ansehen des Hofes von Este und stellte ihn in Konkurrenz zu den wichtigsten europäischen Höfen.
Zunächst wurde der Giovecca-Graben zugeschüttet und zu einer breiten Straße ausgebaut, die als Bindeglied zur Altstadt fungierte: An den Einmündungen der mittelalterlichen Straßen wurden regelmäßige Verlängerungen vorgenommen und so auf natürliche Weise das Alte mit dem Neuen verbunden. Der neue Teil, der auf die römische Stadtplanung in Vitruvs Beschreibungen zurückgeht, hatte ein rechtwinkeliges Straßennetz entlang zweier Hauptachsen:
- Eine lange Allee, die eine Zeit lang Via degli Angeli genannt wurde, verlief von Süden nach Norden und verband das Castello Estense mit der Porta degli Angeli auf den Mauern in Richtung der Rampari von Belfiore (der heutige Corso Ercole I d’Este).
- Eine sehr lange Straße verlief von Osten nach Westen und verband die Porta Po und die Porta a Mare an den Bastionen der Stadtmauern. Sie hieß Via dei Prioni und Via degli Equinozi (heute von Westen nach Osten unterteilt in Corso Porta Po, Corso Biagio Rossetti und Corso Porta Mare).

Vor allem die zweite Achse war völlig neu und vollständig „öffentlich“ (im Gegensatz zu der anderen Achse, die mit dem Gang der Herzöge verbunden blieb) und wurde durch einen großen, von Bäumen gesäumten Platz, die heutige Piazza Ariostea, besonders hervorgehoben.
Der „neue“ Stadtteil wurde (und wird) Arianuova genannt. Um die Erweiterung in den Rest der Stadt zu integrieren und die mögliche Starrheit des Plans aufzulockern, ließ Rossetti Grünflächen als „Unterbrechung“ der Bausubstanz stehen und verwendete für die von ihm entworfenen Gebäude weiterhin die traditionelle Terrakotta. Während er in dieser neuen Stadt umherwanderte, die noch keine Häuser und Einwohner hatte und aus Luft bestand, vollendete Torquato Tasso das erste moderne europäische Gedicht, La Gerusalemme liberata.

### Plan und Aufriss der Stadt Ferrara von Andrea Bolzoni

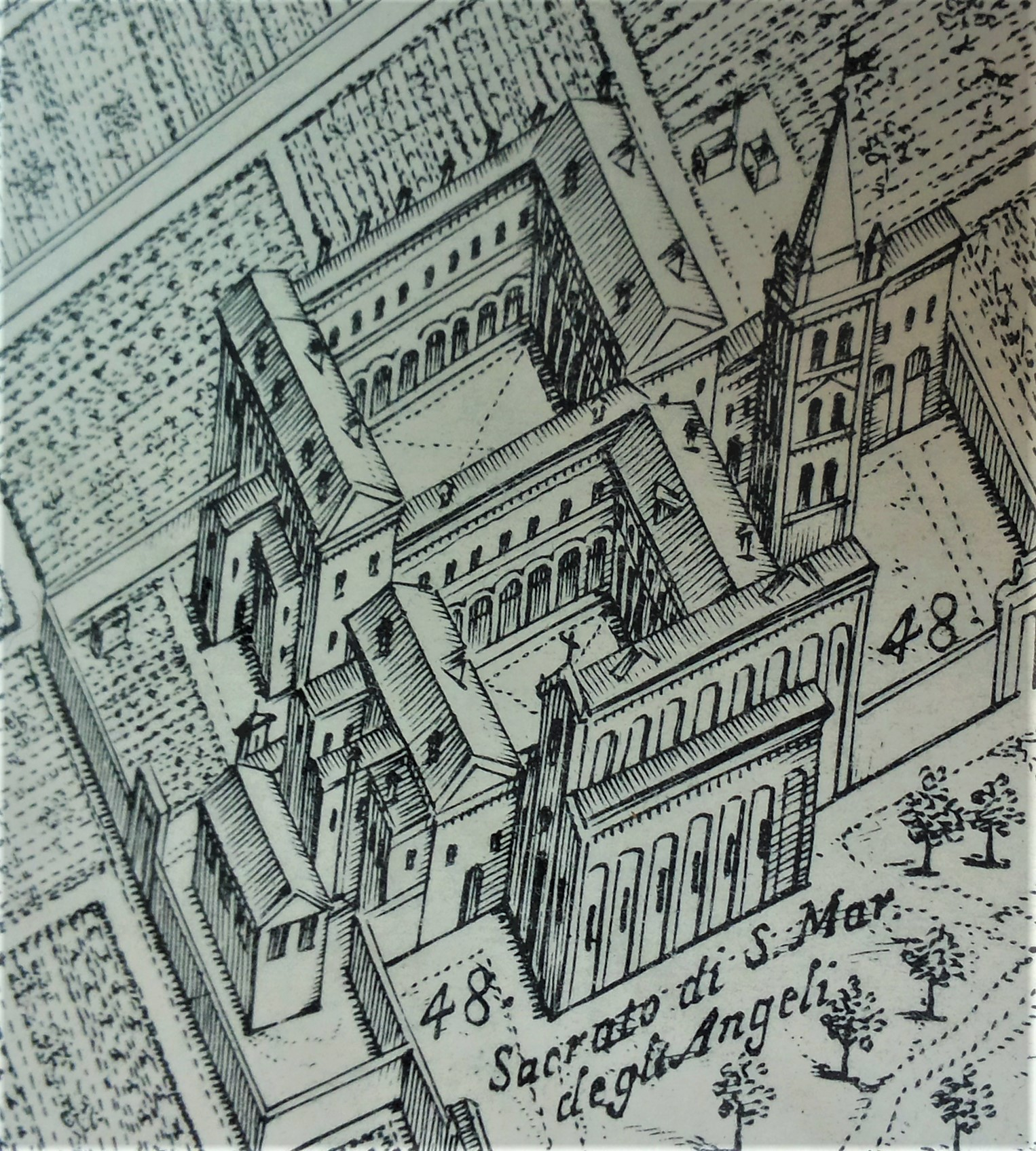
Plan und Aufriss der Stadt Ferrara von Andrea Bolzoni, Kirche Santa Maria degli Angeli

Andrea Bolzoni begann in der Zeit der Addizione Erculea mit der Erstellung seiner perspektivischen Plans der Stadt Ferrara. Nach dem Modell einer idealen Stadt integrierte er das Bestehende nach seinem Ermessen, fügte Gebäude hinzu und überdeckte leere Flächen, die seiner Meinung nach genutzt werden sollten. Auf diese Weise erhielt er einen Entwurf, der mehr war als ein echter Plan von Ferrara, eine Vorwegnahme dessen wie es werden sollte, ein echter Masterplan, der bis zur Mitte des letzten Jahrhunderts verwendet wurde.

### Quadrivio degli Angeli
Im Quadrivio degli Angeli kreuzen sich zwei grundlegende Achsen der Erweiterung, und der Palazzo dei Diamanti, der Palazzo Turchi di Bagno und der Palazzo Prosperi-Sacrati beherrschen ihn. Hier zeigt sich Rossettis Überlegung diesen wichtigen Raum nicht mit einem statischen Element wie einer Piazza zu belasten und ihn auch nicht durch monumentale Ansichten zu charakterisieren, sondern vielmehr durch verkürzte Perspektiven auf die Architektur.

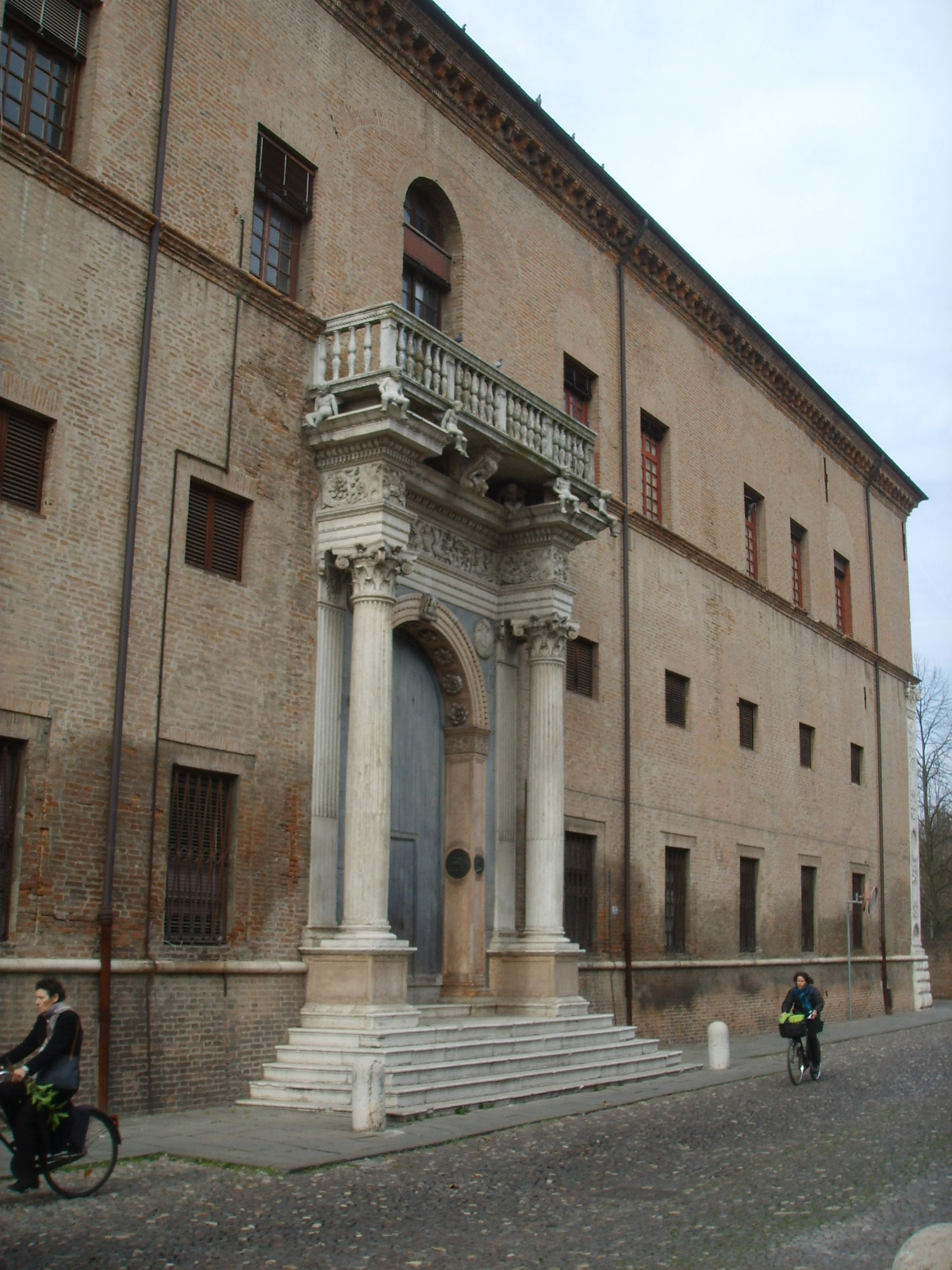
Palazzo Prosperi-Sacrati, am Quadrivio

Das wertvollste Gebäude ist der Palazzo dei Diamanti, der nach dem Motto von Ercole I. und dem Haus Este benannt ist und sich durch eine spitz zulaufende Quaderverkleidung auszeichnet, die einen eindrucksvollen Hell-Dunkel-Effekt erzeugt. Der Palast verfügt über mit Kandelabern geschmückte Tafeln an der Ecke der Kreuzung, wo sich auch ein Balkon befindet. Die anderen Gebäude an der Kreuzung erreichten nicht seine Pracht, sondern konzentrieren sich eher auf abwechslungsreiche Effekte durch große Portale oder Eckpilaster (verzierte Marmorverkleidungen an den Ecken der Gebäude).
Das städtebauliche Ergebnis, eine orthogonale Struktur aus rechten Winkeln und geraden Linien, ist bis heute in seiner modernen Logistik und Rationalität unangetastet geblieben. Die neue städtebauliche Situation in Ferrara war im italienischen und europäischen Kontext der damaligen Zeit die modernste und auch die nachhaltigste. Die klare Trennung zwischen der Stadt der Herren und der Stadt der Untertanen (wie in Mantua) und das Unterordnungsverhältnis zwischen beiden (wie in der Stadtplanung von Pienza) verschwanden, und es kam zu einer harmonischen Integration zwischen den Teilen, die jeweils ihre eigene Charakteristik hatten. Ein vollständiger Ausbau der Addizione sollte zu einem späteren Zeitpunkt erfolgen, aber das geringere Bevölkerungswachstum und die anschließende Abtretung Ferraras an den Kirchenstaat verhinderten das Projekt.
Dank dieser Arbeiten wurde das historische Zentrum von Ferrara 1995 von der UNESCO zum Weltkulturerbe erklärt, da es ein bewundernswertes Beispiel für eine Stadt aus der Renaissance ist, die ihren historischen Kern bewahrt hat und Ferrara zur „ersten modernen Stadt in Europa“ macht.